# Полярон
Поляро́н — квазічастинка, узгоджене розповсюдження електронного збудження й локальної деформації кристалічної ґратки. Визначення використовується у фізиці конденсованих середовищ для розуміння взаємодії між електронами та атомами твердого тіла. Явище приводить до зниження рухливості електронів та збільшення ефективної маси.

## Фізична природа квазічастинки
Негативно заряджений електрон, розповсюджуючись в кристалі притягає до себе позитивно заряджені остови йонів. Таким чином, електрон оточує себе хмаркою фононів, і рухається разом із нею. Зважаючи на велику в порівнянні з електроном інерційність іонних остовів атомів, полярон має ефективну масу, яка значно перевищує масу вільного електрона.
Полярони виникають в іонних кристалах, які характеризуються великими значеннями зарядів іонних остовів атомів і значною електрон-фононною взаємодією.
Ефектривна маса полярона, наприклад, для кристалу NaCl, за оцінками Пекара перевищує масу вільного електрона в 140 разів.
Енергію зв'язку полярона можна оцінити за формулою:
{\displaystyle E_{is}=0,163{\frac {m^{*}}{m\varepsilon }}} Гартрі ,
де: {\displaystyle m^{*}} — ефективна маса електрона, m — маса вільного електрона, {\displaystyle \varepsilon } — статична діелектрична проникність.

## Полярони в полімерах
Окрім кристалічних тіл концепція деформації, яка супроводжує рух електронного збудження, важлива для органічних напівпровідників, зокрема напівпровідників на основі спряжених полімерів. Деформація одновимірного ланцюжка набагато сильніша, ніж деформація тривимірного кристалу, тож збудження, які розповсюджуються вздовж полімерного ланцюжка є радше поляронами, ніж просто електронами й дірками.

## Історична довідка
Вперше ідею полярона запропонував в 1933 році Лев Давидович Ландау. Великий влад у розвиток теоріх поляронів внесли українські вчені, зокрема Соломон Ісаакович Пекар. Заряд поміщений у середовище, що здатне поляризуватись, буде екрануватись. Діелектрична теорія описує явища виникнення поляризації навколо носія заряду. Індукована поляризація буде слідувати за носієм заряду при його переміщенні через середовище. Носій заряду разом з індукованою поляризацією розглядається як єдине ціле - полярон (див рис.1).

Рис.1. Електрон провідності в іонних кристалах або полярних напівпровідниках відштовхує негативно заряджені іони та притягує позитивно заряджені іони. Виникає самоіндукований потенціал, що в свою чергу діє на електрон і змінює його фізичні властивості.